# Liste des anciennes communes de Martinique
Cette page a pour objectif de retracer toutes les modifications communales dans le département de Martinique : les anciennes communes qui ont existé, ainsi que les créations, et les modifications officielles de nom.
Dès sa colonisation, la Martinique est découpée en communes. En 1846, on en compte 20. Depuis lors, le redécoupage a consisté à créer des communes. Aujourd'hui (au 1er janvier 2025), on dénombre 34 communes dans ce département.

## Fusions
| Nom de la nouvelle commune | Communes réunies | Régime | Date (et nature) de la décision |
| -------------------------- | ---------------- | ------ | ------------------------------- |
| Le Carbet                  | Le Carbet        | fusion | 15 février 1910 (Loi)           |
| Le Carbet                  | Saint-Pierre     | fusion | 15 février 1910 (Loi)           |

## Créations
| Nouvelle commune  | Commune affectée                    | Mode de création            | Date (et nature) de la décision |
| ----------------- | ----------------------------------- | --------------------------- | ------------------------------- |
| Bellefontaine     | Case-Pilote                         | Démembrement                | 17 mai 1950 (Arrêté)            |
| Le Morne-Vert     | Le Carbet                           | Démembrement                | 10 février 1949 (Arrêté)        |
| Saint-Pierre      | Le Carbet                           | Démembrement                | 20 mars 1923 (Loi)              |
| L'Ajoupa-Bouillon | Basse-Pointe                        | Démembrement                | 11 janvier 1889 (Loi)           |
| Le Marigot        | Le Lorrain                          | Démembrement                | 11 janvier 1889 (Loi)           |
| Le Morne-Rouge    | Saint-Pierre                        | Démembrement                | 11 janvier 1889 (Loi)           |
| Case-Navire       | Fort-de-France                      | Démembrement                | 24 mars 1888 (Loi)              |
| Case-Navire       | Case-Pilote                         | Démembrement                | 24 mars 1888 (Loi)              |
| Grand'Rivière     | Macouba                             | Démembrement                | 24 mars 1888 (Loi)              |
| Fonds-Saint-Denis | Saint-Pierre                        | Démembrement                | 24 mars 1888 (Loi)              |
| Fonds-Saint-Denis | Le Carbet                           | Démembrement                | 24 mars 1888 (Loi)              |
| Fonds-Saint-Denis | Fort-de-France                      | Démembrement                | 24 mars 1888 (Loi)              |
| Fonds-Saint-Denis | Le Lorrain                          | Démembrement                | 24 mars 1888 (Loi)              |
| Saint-Joseph      | Le Lamentin                         | Démembrement                | 24 mars 1888 (Loi)              |
| Saint-Joseph      | Fort-de-France                      | Démembrement                | 24 mars 1888 (Loi)              |
| Le Diamant        | Les Anses-d'Arlet                   | Démembrement                | 19 mars 1862 (Décret)           |
| Rivière-Salée     | Trois-Bourgs (commune démembrée)    | Démembrement et suppression | 2 mai 1849 (Décret)             |
| Les Trois-Îlets   | Trois-Bourgs (commune démembrée)    | Démembrement et suppression | 2 mai 1849 (Décret)             |
| Les Anses-d'Arlet | Commune du Sud (commune démembrée)  | Démembrement et suppression | 13 juin 1848 (Décret)           |
| Sainte-Luce       | Commune du Sud (commune démembrée)  | Démembrement et suppression | 13 juin 1848 (Décret)           |
| Basse-Pointe      | Commune du Nord (commune démembrée) | Démembrement et suppression | 1er mars 1845 (Décret)          |
| Macouba           | Commune du Nord (commune démembrée) | Démembrement et suppression | 1er mars 1845 (Décret)          |

## Modifications de nom officiel
| Ancien nom   | Nouveau nom    | Date (et nature) de la décision |
| ------------ | -------------- | ------------------------------- |
| Fonds-d'Or   | Le Marigot     | 16 juillet 1931 (Décret)        |
| Le Marigot   | Fonds-d'Or     | 26 août 1925 (Décret)           |
| Case-Navire  | Schœlcher      | 25 novembre 1889 (Décret)       |
| Trou-au-Chat | Ducos          | 6 septembre 1855 (Arrêté)       |
| Grande-Anse  | Le Lorrain     | 1840                            |
| Fort-Royal   | Fort-de-France | ??                              |